# برهان‌الدین العبوشی
برهان‌الدین العَبّوشی (۱۹۱۱ – ۸ فوریه ۱۹۹۵) شاعر و انقلابی فلسطینی-عراقی بود. در شهر جنین به دنیا آمد. در زمانی که کمتر از پانزده سال داشت، علیه قیمومیت بریتانیا مبارزه کرد. در نبردها و انقلاب‌های فلسطین همراه با ارتش عراق شرکت کرد و بیش از یک بار مجروح شد، از جمله در انقلاب ۱۹۳۶. چندین بار دستگیر شد، تا اینکه به عراق پناهنده شد و در آنجا اقامت گزید و ازدواج کرد، به عنوان معلم مشغول به کار شد و در سال ۱۹۵۱ تابعیت عراق را دریافت کرد. نمایشنامه‌های شاعرانه‌ای به نظم درآورد که به آگاهی و هوشیاری ملی می‌پردازد. العبوشی پیشگام شعر نمایشنامه‌ای فلسطین به‌شمار می‌رود و چهار نمایشنامۀ شعری منتشر کرد که هریک از نظر روایت، دیالوگ، تصنیف و پیام از ارزش ادبی بالایی برخوردار است.

## زندگی و پیشه
برهان الدین بن حسن بن قاسم العَبُّوشی در سال ۱۹۱۱ در شهر شهر جنین، سنجق نابلس (البلقاء)، ولایت بیروت، امپراتوری عثمانی، به دنیا آمد و تحصیلات ابتدایی خود را در مدرسهٔ آن به پایان رساند. تحصیلات متوسطه خود را ابتدا در دانشکدهٔ ملی النجاح در نابلس و سپس در دانشکدهٔ ملی در الشویفات لبنان گذراند. سال مقدماتی را در دانشگاه آمریکایی بیروت به پایان رساند، اما نتوانست در آنجا ادامه تحصیل دهد و دانشگاه را در سال ۱۹۳۲ رها کرد.
بر اساس تمایل احمد حلمی پاشا، به عنوان کارمند در بانک کشاورزی عربی، بانک امت عربی منصوب شد. به جنبش ملی فلسطین پیوست و از حامیان عزالدین قسام بود. او در انقلاب بزرگ فلسطین (۱۹۳۶–۱۹۳۹) شرکت کرد. در سال ۱۹۳۶، مقامات قیمومیت بریتانیا بر فلسطین او را به دلیل تحریک روستاهای عرب به شورش و شرکت در مبارزه دستگیر کردند. او پس از گذراندن مدتی در زندان قدس، به تبعید به منطقهٔ عوجا حفیر در مرز سینا محکوم شد. سپس به همراه دیگران به مدت شش ماه به زندان صرفند در حوالی شهر رمله منتقل شد. پس از آزادی دوباره دستگیر شد و با تعداد زیادی از زندانیان سیاسی وارد بازداشتگاه مزرعه عکا شد. او اولین محرک اعتصاب غذا در آنجا بود.
سپس به بیروت نقل مکان کرد و از آنجا در سال ۱۹۳۹ از طرف دولت عراق به تدریس در عراق منصوب شد و تا پایان مارس ۱۹۴۱ در آنجا ماند. او در انقلاب رشید علی الکیلانی علیه بریتانیا شرکت کرد که عبدالقادر الحسینی و سایر فلسطینی‌ها همراه او بودند. پس از ناکامی آن و صدور حکم دستگیری علیه وی، به موصل رفت و از آنجا با کمک قبایل عرب بادیه‌نشین به دمشق گریخت و روزها در آنجا ماند و سپس مخفیانه به زادگاهش جنین بازگشت. به شغل خود در بانک حیفا مشغول شد. وی دبیر ستاد کل انجمن‌های جوانان مسلمان در حیفا انتخاب شد.
در سال ۱۹۴۵ به همراه پیشاهنگان اسلامی برای توضیح مسئلهٔ فلسطین به قاهره سفر کرد. او در سال ۱۹۴۷ به نیروهای عربی پیوست که با صهیونیست‌ها جنگیدند. او در سال ۱۹۴۸ به جنین منتقل شد. او با ارتش نجات علیه اسرائیل نبرد کرد و از ناحیهٔ کتف به شدت مجروح شد. پس از خروج ارتش‌های عربی از فلسطین، برای چاپ دومین نمایشنامه شعری خود به نام «شبح اندلس» به بیروت سفر کرد. در سال ۱۹۴۹ به عراق رفت و تا زمان بازنشستگی در مدارس آن کشور تدریس کرد. در سال ۱۹۹۱، یاسر عرفات، رئیس سازمان آزادیبخش فلسطین، نشان قدس برای ادبیات و هنر را در بغداد به او اعطا کرد.

## زندگی شخصی
العبوشی با یک زن عراقی ازدواج کرد.

## درگذشت
برهان الدین العبوشی در ۸ فوریه ۱۹۹۵ / ۹ رمضان ۱۴۱۵ در بغداد درگذشت و در قبرستان شیخ معروف در کرخ به خاک سپرده شد.

## شعر او
شعر او تفسیری است از آنچه در درون او موج می‌زند. اشعار میهن‌پرستانه‌ای که به مقاومت و جهاد دعوت می‌کند، از عرب‌ها و مسلمانان می‌خواهد تا صفوف را متحد کنند، شکاف‌ها را التیام بخشند، از تفرقه برحذر می‌دارد و می‌خواهد آنان از آنچه در اندلس رخ داد، درس بگیرند.

## آثار
از جمله عناوین عربی آثار وی:
- وطن الشهيد: نمایشنامهٔ شعری، چاپخانهٔ الاقتصادیه، قدس، ۱۹۴۷
- شبح الأندلس: نمایشنامهٔ شعری، چاپخانهٔ دار الکشاف، بیروت، ۱۹۴۷
- عرب القادسية: نمایشنامهٔ شعری
- النيازك: مجموعه شعر
- الفداء: نمایشنامهٔ شعری، چاپخانهٔ البصری، بغداد، ۱۹۶۸
- إلى متى: مجموعه شعر، چاپخانهٔ معارف، بغداد، ۱۹۷۲
- جنود السماء: مجموعه شعر، ۱۹۷۴
- من السفح إلى الوادي ألبّي صوت أجدادي: خاطرات، ۱۹۸۰